# Hokora
Un hokora u hokura (祠o神库?) es un pequeño santuario sintoísta bien se encuentran en el recinto de un santuario más grande y popular dedicada a Kami, o en un lado de la calle, la consagración de Kami que no están bajo la jurisdicción de cualquier gran santuario. Dōsojin, menor kami la protección de los viajeros de los malos espíritus, por ejemplo, puede recogerse en un hokora. 

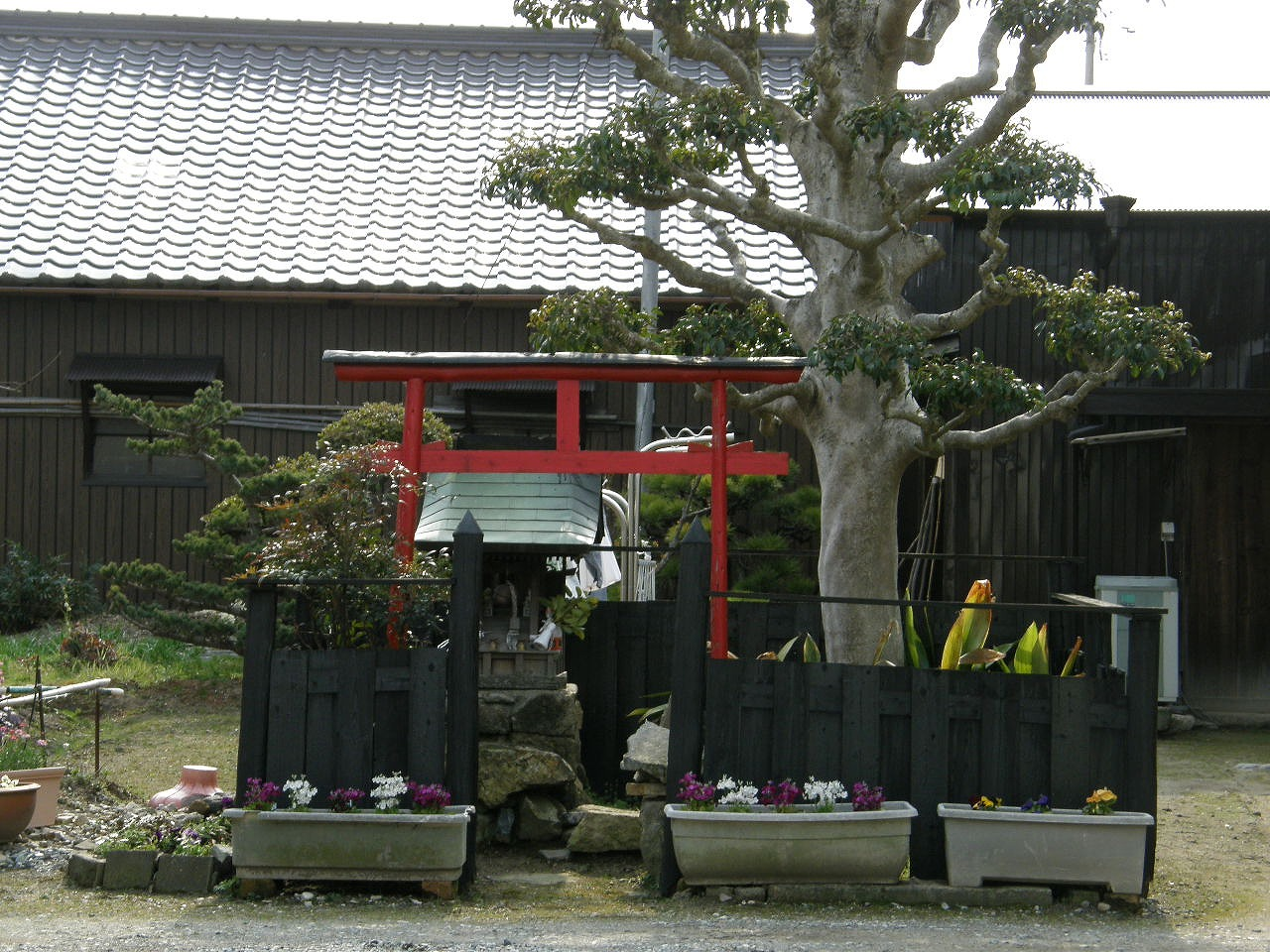
Un hokora en Japón.

## Terminología
El término hokora , cree que ha sido una de las primeras palabras de japonés santuario sintoísta , evolucionaron a partir de hokura ( 神库 ) , que literalmente significa "depósito kami", un hecho que parece indicar que los santuarios de las primeras chozas construidas para albergar a unos yorishiro.
- Datos: Q1442984
- Multimedia: Hokora / Q1442984